# Juan de Altamiras
Juan Altamiras es el pseudónimo del fraile franciscano del siglo XVIII bautizado como Raimundo Gómez.

## Biografía
Ejerció como cocinero en el convento de San Diego en Zaragoza. Escribió un libro de recetas de cocina, titulado Nuevo arte de cocina: sacado de la escuela de la experiencia económica (1745), en el que reunió  más de doscientas platos de carne, aves, caza, pescado salado y fresco, verduras y dulces, todos descritos con estilo coloquial y humor, y dirigidos a lectores de presupuesto ajustado. Poco se sabe de la vida de este cocinero. Algunos de los datos biográficos se deducen de comentarios que el mismo Altamiras hace en su propia obra.

## Obra
Es conocido por haber escrito: Nuevo arte de cocina, obra dedicada a San Diego de Alcalá. Los ingredientes y los platos corresponden a preparaciones de las clases menos favorecidas de la época. Los franciscanos son una orden caritativa que se dedica a ayudar a las clases menos favorecidas y la publicación de este libro permite a los investigadores de la alimentación del siglo XVIII saber los gustos y las formas de alimentación del pueblo. El trabajo de Juan Altamiras es importante ya que representa la cocina española poco antes de que se viera influida por la cocina francesa posteriormente durante el siglo XIX.

## Ediciones del siglo XVII al siglo XIX
- Altamiras, Juan, "Cocinero madrileño. Impresos.1042, Nuevo arte de cocina: sacado de la escuela de la experiencia económica, su autor -----Dedícale a san Diego de Alcalá. Madrid, Imprenta Real, 1745, 16 hs + 152 pp. 14,5 cm.--Ded.- Aprob de Pascual Sánchez, presbítero (Madrid, 15-VII-1745).—L.O.—Aprob. De Francisco Ardit, de la Cocina de S.M.—L.C.—E.—T.—Ind.—Pról.—Tabla—Lám.—Texto." Esta es la ficha que ofrece el gran bibliógrafo español, Francisco Aguilar Piñal en su "Bibliografía de autores españoles del siglo XVIII" (Diez tomos, 1981-2002). Indica también que "se conserva el exp. de impresión en el AHN, Consejos, leg. 50641." Probablemente existen dos ejemplares de la edición original de 1745, pero no se encuentran en bibliotecas públicas.

Nota: el doctor Aguilar Piñal comenzó a publicar su "Bibliografía..." en 1981. Entonces Altamiras se suponía madrileño, andaluz incluso, pero José María Pisa, gracias a la obra de Félix de Latassa y de los criterios internos que ofrece la obra, pudo afirmar que Juan Altamiras, alias de Raimundo Gómez, era aragonés, de La Almunia de Doña Godina.

## Ediciones Modernas
- Altamiras, Juan, EL ENIGMA JUAN ALTAMIRAS (cómic, ruta turística y recetario). Zaragoza 2024: Edición en castellano, PRAMES S.A. ISBN 978-84-8321-583-8
- Altamiras, Juan, LO ENIGMA JUAN ALTAMIRAS (cómic). Zaragoza: Arturo Gastón, 2022. Edición en aragonés. ISBN 978-84-09-41128-3
- Altamiras, Juan, Nuevo arte de cocina, Huesca: La Val de Onsera, 1994. Serie Alifara. Reproduce, y transcribe a tipografía moderna, la edición de Barcelona: Imprenta de Don Juan de Bezàres, 1758. ISBN 8488518080.
- Altamiras, Juan, Nuevo arte de cocina, Huesca: La Val de Onsera, 1992. Edición facsímil de la de Bezàres, 8.º, 1758. ISBN 8488518021.
- Altamiras, Juan, Nuevo arte de cocina: sacado de la escuela de la experiencia económica, Valencia: Librerías "París-Valencia", 1999. Es edición facsímil de la de Barcelona: Imprenta de María Ángela Martí viuda, 1767. ISBN 8483390604.
- Altamiras, Juan, Nuevo arte de cocina: sacado de la escuela de la experiencia económica, Valladolid: Maxtor, 2010. Es edición facsímil de la de Barcelona: Imprenta de María Ángela Martí viuda, 1767. ISBN 9788497617352.

## Reconocimiento
En la actualidad, Juan Altamiras está siendo reconocido en su pueblo natal (La Almunia de Doña Godina) por su trabajo como cocinero y pionero culinario. Así pues se le ha puesto su nombre a una de las avenidas más importantes de la localidad. Además de crear, por parte de la concejalía de cultura, una ruta por la misma localidad que recorre los lugares más emblemáticos para él. 
En 2021 nace el proyecto Fray Juan Altamiras , un proyecto avalado por la Real Academia de Nobles y Bellas Artes de San Luis, la Fundación Casa de Ganaderos, avalado por el Gobierno de Aragón. 